# Paweł Pawlikowski
Paweł Aleksander Pawlikowski (Varsavia, 15 settembre 1957) è un regista polacco.

## Biografia
Paweł Pawlikowski è nato a Varsavia, in Polonia, il 15 settembre 1957. All'età di 14 anni il regista ha lasciato il paese d'origine trasferendosi prima in Germania, poi in Italia, prima di stabilirsi in Gran Bretagna. Oltre alla lingua madre conosce bene inglese, francese, tedesco, italiano e russo. Ha inoltre una buona conoscenza del serbo-croato e dello spagnolo. Sul finire degli anni '80 Pawlikowski acquisì una considerevole fama grazie ai suoi documentari, la cui miscela di lirismo e ironia gli valse molti premi ed ammiratori in tutto il mondo.
Il suo primo film, per il quale ha vinto numerosi premi tra cui un Prix Italia, Da Mosca a Pietushki, era un viaggio poetico nel mondo dello scrittore di culto russo Venedikt Erofeev. Il suo successivo lavoro, I Viaggi di Dostoevskij, era invece un road movie tragicomico su un tranviere di San Pietroburgo, unico discendente vivente di Fëdor Dostoevskij, mentre viaggia per l'Europa occidentale incontrando aristocratici e monarchici, arrivando al casino di Baden-Baden con lo scopo di raccogliere fondi per acquistare una Mercedes di seconda mano.
Il film più originale e formalmente riuscito di Pawlikowski è stato Epiche serbe (1992), realizzato al culmine della guerra in Bosnia. Obliquo, ironico, immaginifico, a volte studio quasi ipnotico della poesia epica serba, con immagini esclusive di Radovan Karadžić e del generale Ratko Mladić, ha in un primo momento suscitato molte polemiche e incomprensioni, per poi divenire film di culto. Cadendo con Zhirinovsky, un surreale viaggio in barca lungo il Volga con l'aspirante dittatore russo ha vinto il premio Grierson per il miglior documentario britannico nel 1995. Nel 1998 Pawlikowski si è dedito alla fiction con un film di 50 minuti con Twockers, che narra una storia d'amore "lirico e grintoso".
Tra il 2004 e il 2007 è stato un "Creative Arts Fellow" alla Oxford Brookes University. Nel 2004 ha diretto il film My Summer of Love, con gli attori Emily Blunt e Natalie Press. Nel 2006 si è occupato dell'adattamento del romanzo The Restraint of Beasts di Magnus Mills, ma il progetto non è stato terminato per via di una grave malattia della moglie, che morì alcuni mesi dopo. Nel 2011 ha diretto un film tratto liberamente dal romanzo di Douglas Kennedy Margit, interpretato da Ethan Hawke e Kristin Scott Thomas e intitolato La Femme du Vème.
Il suo film successivo, Ida, ha vinto nell'ottobre 2013 il premio come miglior film al London Film Festival; in seguito ha ottenuto anche due nomination ai premi Oscar 2015, vincendo nella categoria di miglior film straniero. Il film successivo, Cold War, distribuito nel 2018, è stato presentato in concorso alla 71ª edizione del Festival di Cannes, dove ha vinto il Prix de la mise en scène (Premio per la Miglior Regia). Il film è stato selezionato per rappresentare la Polonia ai premi Oscar 2019 nella categoria Oscar al miglior film in lingua straniera.
I progetti futuri includono un film in inglese, Epic, ed un altro in georgiano, Kamo, che tratta della carriera di Stalin.

## Filmografia

### Cinema
- Dostoevsky's Travels - cortometraggio (1991)
- Serbian Epics - cortometraggio (1992)
- The Stringer (1998)
- Twockers - cortometraggio documentaristico (1998)
- Last Resort (2000)
- My Summer of Love (2004)
- La Femme du Vème (2011)
- Ida (2013)
- Cold War (Zimna wojna, 2018)

### Televisione
- From Moscow to Pietushki with Benny Yerofeyev - documentario (1990)
- Tripping with Zhirinovsky documentario (1994)

### Sceneggiatore
- Limonov, regia di Kirill Serebrennikov (2024)

## Riconoscimenti
- Premio Oscar
  - 2018 – Candidatura al miglior regista per Cold War

- Golden Globe
  - 2015 – Candidatura al miglior film straniero per Ida

- Premio BAFTA
  - 2001 – Candidatura al miglior film britannico per Last Resort
  - 2001 – Miglior esordio britannico per Last Resort
  - 2005 – Miglior film britannico per My Summer of Love
  - 2018 – Candidatura al miglior regista per Cold War
  - 2018 – Candidatura alla migliore sceneggiatura originale per Cold War

- Festival di Cannes
  - 2018 – Prix de la mise en scène per Cold War